# Andriy Zahorodniouk
Andriy Zahorodniouk (en ukrainien : Андрій Павлович Загороднюк) est un homme politique ukrainien, né le 5 décembre 1976 à Kiev.
Le 9 juillet 2019, il fut nommé membre du comité de surveillance d'Ukroboronprom par le président Volodymyr Zelensky. Puis ministre de la défense le 29 août 2019 dans le gouvernement Hontcharouk.